# Pseudochaeta frontalis
Pseudochaeta frontalis là một loài ruồi trong họ Tachinidae.